# De Heusch

Wapenschild familie de Heusch

De Heusch (ook: De Heusch de Hannêsche, De Heusch de Thisnes, De Heusch de la Zangrye en Van Scherpenzeel Heusch) is een geslacht van Duitse oorsprong, waarvan leden zowel tot de Nederlandse als de Belgische adel behoren.

## Geschiedenis
De stamreeks begint met Henrick die Hoesch(e) uit 's-Hertogenbosch die vermeld wordt tussen 1367 en 1387. Een nazaat, Arnold de Heusch († 1603), erfde van een neef in 1570 de heerlijkheid en het kasteel Zangerije in Eigenbilzen, dat tot begin 18e eeuw in de familie bleef. Een tak noemde zich vervolgens De Heusch de la Zangrye. In 1680 werd Nicolas de Heusch (1647-1705) opgenomen in de Tweede stand van de provincie Namen en in 1725 werd zijn zoon Alard de Heusch de Thines (1690-1750) er in opgenomen.
In 1816, onder het Verenigd Koninkrijk der Nederlanden, werden, bij de heroprichting van de adel, twee leden van het geslacht erkend in de erfelijke adel en benoemd in Ridderschappen met de titel van baron op allen. In 1822 en 1823 werden andere leden van het geslacht erkend met de titel van baron op allen, en ook nog later in 1840, 1961 en 1995.
In 1961 vond erkenning plaats in de Belgische adel, van een afstammeling van wie de voorouders de erkenning verwaarloosd hadden. In 1995 werd een onwettige telg verheven in de Belgische adel. Hij is als een afzonderlijke tweede lijn vermeld in de genealogieën van deze familie. Deze lijn zal uitsterven met de begunstigde.
De meeste familietakken zijn uitgestorven. De twee nog overblijvende takken worden enkel nog vertegenwoordigd door vrouwelijke afstammelingen en hebben dus ook een uitdoving van de familienaam in het vooruitzicht.

## Enkele telgen

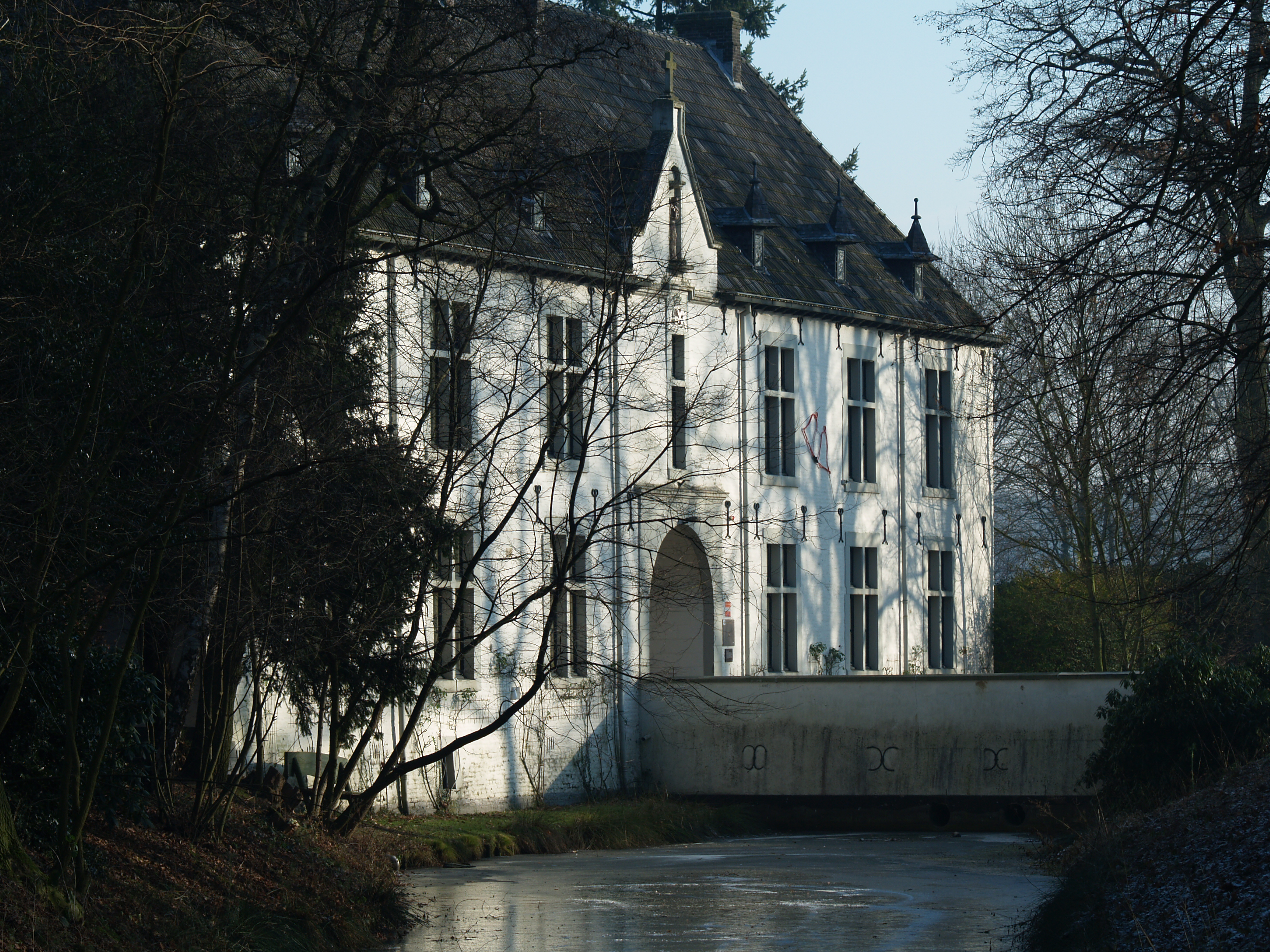
Het kasteel de Berckt in Baarlo, waar Joannes de Heusch woonde

Arnold de Heusch (1605-1663), heer van Zangerije en Terlame, ritmeester, x Anne van der Borcht († 1699).
- Ernestus Guillielmus de Heusch (1643-1720), heer van Zangerije, Gellik, Eigenbilzen en Landwijk, x Barbe d'Edelbampt (1652-1688).
  - Arnoldus Franciscus de Heusch (1688-1746), heer van Zangerije, Gellik en Eigenbilzen, x Anne-Marie de Baussele (° 1697).
    - Joannes Ludovicus Carolus de Heusch (1723-1775), heer van Zangerije, Gellik, Eigenbilzen en Dreumel, kapitein in Statendienst, trouwde in 1753 met Ida Francisca Maria Hyacyntha Catharina van Scherpenzeel (1727-1791), erfdochter van Mierlo, Hout en Broeck, Dreumel en Westersem.
      - Rafaël Adrianus Arnoldus Nepomucenus de Heusch (1755-1809), heer van Zangerije, Gellik en Eigenbilzen, x Elisabeth Steegen (1764-1825).
        - Nicolas Joseph baron De Heusch de la Zangrye (Eigenbilzen, 8 november 1794 - Wijer, 8 december 1824), schout, burgemeester van Wijer, x Marie-Angeline de Hodiamont (1790-1887). In 1822 werd hij erkend in de erfelijke adel met de titel baron, overdraagbaar op alle nakomelingen.
          - Maria Adrianus Josephus Johannes baron De Heusch de la Zangrye (Wijer, 13 juli 1822 - Vliermaalroot, 10 oktober 1910), burgemeester van Vliermaalroot, gedeputeerde van Limburg, x Olympe Holvoet (1825-1870), dochter van Charles Holvoet en Adelaïde Bortier. Ze kregen acht dochters en vijf zoons, van wie er drie voor nageslacht zorgden.
            - Oscar Maria Alexandre baron de Heusch (1848-1916), x Marie Neys.
              - René baron de Heusch (1882-1917), x Emilie Taelemans. Ze hadden een dochter.

            - Amédée Henri Marie Antoine baron De Heusch de la Zangrye (1866-1933), heer van Mierlo, Hout en Broeck, gemeenteraadslid van Vliermaalroot, x Mariette Ciamberlani 1861-1945). Ze hadden drie dochters.

      - Maria Gerardus Carolus van Scherpenzeel Heusch, vrijheer van Mierlo, heer van Dreumel (1759-1810), vertaler, gemeenteraadslid van Kleve. Kreeg vergunning om de naam van zijn echtgenote aan de zijne toe te voegen.
        - Joannes Ludovicus Theodorus Antonius Libuinis baron van Scherpenzeel Heusch, heer van Mierlo (1799-1872), officier, laatstelijk 1e luitenant. Hij voerde actie voor een onafhankelijk Limburg, dat zou aansluiten bij de Duitse statenbond. Hij werd verkozen in het Duitse parlement (1848-1849) en in de Tweede Kamer (vanaf 1848, zonder echter te zetelen).
          - Louisa Leopoldina Maria Charlotte barones van Scherpenzeel Heusch (1836-1920), laatste telg van de tak Van Scherpenzeel Heusch.

        - Theodorus Joannis Maria Hubertus baron van Scherpenzeel Heusch van Dreumel en Oosterhout (1801-1868), lid provinciale staten van Gelderland, heemraad.

      - Theodorus Joannes Victor Marie baron De Heusch de la Zangrye (Eigenbilzen, 1 januari 1765 - Vliermaal, 18 januari 1849), burgemeester van Vliermaalroot, x Catherine de Preston (1776-1866). Het echtpaar bleef kinderloos en adopteerde zijn neef Adrianus, voornoemd. In 1816 verkreeg hij erkenning in de erfelijke adel, met de  titel baron overdraagbaar op alle afstammelingen en met benoeming in de Ridderschap van Limburg.
- Nicolaas Servatius de Heusch (1647-1705), lid van de 'état noble' van Namen, x Anne Catherine Gertrude de Hulplanche de la Rue (1659-1726).
  - Alard Laurent Gilles Ferdinand de Heusch (1690-1750), x Marie de Wiltheim, xx Anne van Eyll (1710-1750).
    - Mathieu Ignace de Heusch de Thisnes (1717-1789), x Marie de Vauthier.
      - Jean Louis Ignace baron de Heusch de Thisnes (1763-1845), x Mathilde van Heerma (1759-1811), xx Françoise de Lamboy. Hij verkreeg in 1816 erkenning in de erfelijke adel, overdraagbaar op alle afstammelingen, met benoeming in de Ridderschap van Luik.
        - Mathieu Félix baron de Heusch de Thismes (1822-1898), x Eugénie Fontaine de Fromentel.
          - Fernand baron de Heusch (1848-1913), x Thérèse Lammens.
            - Robert baron de Heusch (1886-1961), x Jeanne Joniaux.

        - Guillaume Eugène baron de Heusch (1824-1857), x Marie Grandgagnage.
          - Arthur baron de Heusch (1858-1896), x Marie Depoilly.
            - Eugène baron de Heusch (1888-1944), genaturaliseerd tot Fransman, x Julienne Casty.
              - Jacqueline barones de Heusch (1923), laatste telg van de tak de Heusch de Thisnes.

      - Leopold Ferdinand baron de Heusch de Hannesche (Thisnes, 3 september 1768 - Hannêche, 2 oktober 1827), officier in Oostenrijkse dienst, maire van Hannesche, x Françoise Schneider (1775-1854). Hij verkreeg in 1823 erkenning in de erfelijke ade met de titel baron, overdraagbaar op alle afstammelingen.
        - Emile baron de Heusch de Hannesche (1799-1876), cavalerie-officier, burgemeester van Hannêche, x Marie Jeangette, xx Marie-Virginie Boulanger.
          - Elisa de Heusch (1829-1891) x Louis Goyens (1832-1902). Goyens kreeg vergunning 'de Heusch' aan zijn familienaam toe te voegen.
          - Ferdinand baron de Heusch de Hannêsche (1866-1927), x Thérèse Robert, xx Victoire Ruth.
            - Marguerite barones de Heusch de Hannêsche (1907-1993), laatste telg van de tak de Heusch de Hannêsche.

    - Adrien Nicolas Servais de Heusch (de Bombrouck) (1746-1807), kocht kasteel Bombrouck in Kortessem, x gravin de Looz Corswarem (1749-1842).
      - Albert de Heusch (1778-1845), x Marie Bosch.
        - Guillaume de Heusch (1805-1888), x Jeanne Broglia.
          - Waldor Adrien François Adhémar de Heusch (Luik, 8 juli 1845 - Sint-Genesius-Rode, 29 september 1925), x Mathilde Umbgrove (1851-1932). Het echtpaar kreeg drie dochters. Hij verkreeg in 1900 erkenning in de erfelijke adel met de persoonlijke titel baron. Hij werd luitenant-generaal, commandant van de Burgerwacht in de provincies Henegouwen en Namen, directeur van La Belgique militaire. In 1899 verkregen Raoul en Armand de Heusch, oudere en jongere broer van Waldor erkenning in de erfelijke adel. Dit bleef zonder gevolg, omdat ze verwaarloosden de open brieven te lichten.
            - Emmy de Heusch (1888-1962) x Michel Halewyck (1876-1950). Hij kreeg vergunning 'de Heusch' aan zijn familienaam toe te voegen.

          - Henri-Emile de Heusch (1861-1947).
            - Edgard de Heusch (1887 - gestorven voor het vaderland in 1918), x Louise Afchain. Zijn vroegtijdig en onverwacht overlijden verhinderden dat hij zijn toestand zou regulariseren en onder meer door huwelijk en wettiging, aan zijn zoon het statuut van wettige afstammeling zou bezorgen.
              - Raymond Louis Justin baron de Heusch (° 1916), natuurlijke en erkende zoon van Edgard de Heusch, werd luitenant-kolonel bij de pantsers, vleugeladjudant van koning Boudewijn, adviseur van de grootmaarschalk van het hof en van de Koninklijke Schenking, tijdens de Tweede Wereldoorlog lid van het Verzet. Hij werd verheven in de erfelijke adel in 1995 met de persoonlijke titel van baron, laatste mannelijke telg van het geslacht. Hij trouwde in augustus 1940 met Joyce Munday (1921-2014) en het echtpaar bleef kinderloos.

        - Adrien Servais Joseph Alard baron de Heusch (Wijer, 4 november 1806 - Kortessem, 22 januari 1862), x Adelaïde Bortier (1805-1877), weduwe van Charles Holvoet, werd opgenomen in de Belgische erfelijke adel in 1840, met de titel baron overdraagbaar op alle afstammelingen
          - Arthur baron de Heusch (1841-1893), x Hermine de Stappers, xx Reine Dumonceau de Bergendael.
            - Arthur baron de Heusch (1880-1932), x Madeleine Sepulchre.

          - Suzette barones de Heusch (1914), laatste telg van deze tak.
          - Edgard baron de Heusch (1842-1920), x Marie Weusteraad. Drie dochters:

      - Alard de Heusch (1780-1826), x Marie-Thérèse Roelants.
        - Georges de Heusch (1822-1902), x Thérèse Laigle.
          - Ludolphe de Heusch (1865-1947), x Cécile Batkin.
            - Jonkheer Fernand Waldor Ludolphe Daniel Georges Marie de Heusch (1889-1967), officier, majoor in het Belgisch leger, erkend te behoren tot de Belgische adel in 1961, x Anne-Marie Vandenbosch Sanchez de Aguilar.
              - Jonkvrouw Madeleine de Heusch (1927-2021), laatste telg van deze tak.

      - Bonaventure Nicolas de Heusch (de Bombrouck) (Wijer, 17 oktober 1782 - Donk, 23 juni 1862), maire en burgemeester van Kortessem, x Isabelle de Stappers, xx Rosalie Trouwers. Er waren vijf kinderen uit het eerste bed, maar zonder verdere nakomelingen. Hij verkreeg in 1816 erkenning van erfelijke adel met de titel baron overdraagbaar op al zijn afstammelingen en met benoeming in de Ridderschap van Limburg.